# فرانك غريفيثز
فرانك غريفيثز (بالإنجليزية: Frank Griffiths)‏ هو شخصية أعمال أمريكي، ولد في 17 ديسمبر 1916 في برنابي في كندا، وتوفي في 7 أبريل 1994.